# نورة المليفي
نورة ناصر المليفي شاعرة كويتية ولدت في الكويت في 27 أكتوبر 1966 بحي النقرة.
قالت الشعر وهي في مرحلة الثانوية.
استطاعت أن تتغلب على العادات والتقاليد التي تمنعها أن تقول الشعر، فقد كان والدها يرفض الشعر ويحرّمه عليها. إلى أن استطاعت أن تقنع أهلها والمشاركة في أمسية شعرية بتاريخ 19 نوفمبر عام 1989م وكانت في حينها طالبة بالجامعة.
في منتصف 1992م تزوّجت الشاعرة نورة المليفي.

## نشأتها
نشأت في ظل أسرة محافظة، فقد كان والدها رحمه الله متمسكاً بالعادات والتقاليد، تميّزت شخصيته بالكد والعطاء والكفاح، فقد كان غواصاً كما كان جدها نوخذه، يملك الشوعي والبوم.

## دراستها
- في عام 1984-1985م حصلت على الثانوية العامة (القسم الأدبي) - ثانوية اليرموك.
- في عام 1990م تخرجت من الجامعة (ليسانس آداب) كلية الآداب - جامعة الكويت بتقدير جيد جداً.

## عملها
- عملت مدرسة للغة العربية في جامعة الكويت.

## مشاركاتها في الأمسيات
من أهم الأنشطة الثقافية التي اشتركت فيها الشاعرة نورة المليفي:
- أمسية شعرية في كلية التجارة بالعديلية في نوفمبر عام 1989م.
- أمسية شعرية في كلية التجارة بالعديلية في أبريل عام 1990م.
- أمسية شعرية في كلية التربية الأساسية في إبريل عام 1990.
- أمسية شعرية في يونيو 1991م تحت رعاية حرم ولي العهد الشيخة لطيفة الفهد بمناسبة عودة الكويتيين إلى الكويت.
- أمسية شعرية في أغسطس 1991م نظمتها رابطة الأدباء في الكويت تحت رعاية وزير التربية السابق سليمان سعدون البدر.
- المهرجان الشعري في نوفمبر 1991م بعجمان في دولة الإمارات العربية المتحدة.
- مهرجان الأسير فبراير 1992م في الهيئة العامة للتعليم التطبيقي.
- ندوة شعرية على مسرح ثانوية اليرموك مقررات في فبراير 1992م.
- أمسية شعرية ضمن الأنشطة المصاحبة لفعاليات معرض الكويت للكتاب السابع على أرض المعارض بمشرف في ديسمبر 1992م.
- مهرجان (للأسير نسير) في فبراير 1993م في إذاعة دولة الكويت.
- أمسية شعرية نادي الشعب البحري في إبريل 1994م.

## جوائزها
- شاركت بمسابقة الشعر الفصيح بجامعة الكويت عام 1990م وحصلت على المركز الأول.
- شاركت بمسابقة العيد الوطني التي عقدتها جريدة الراي في عام 1990م وحصلت على المركز الأول.
- شاركت في مسابقة (راشد بن حميد)

بدولة الإمارات العربية المتحدة وحصلت على المركز الأول عام 1991م.
- شاركة بمسابقة الشعر الفصيح بجامعة الكويت وحصلت على المركز الأول عام 1995م.
- أمسية شعرية تحت رعاية مدير المشروعات السياحية في يناير 1995م.
- أمسية شعرية بجمعية المكفوفين في مايو 1995م.

## مؤلفاتها
1. العزف على أوتار الجرح صدر عام 1991م، وهو عبارة عن قصائد تتغنّى بالوطن الكويت، وما تعرّض له من كوارث أثناء الغزو العراقي للكويت.
2. سلمان منا ديوان شعر

## وصلات خارجية
- مقال في جريدة الجريدة بعنوان: نورة المليفي تفجرها سبعاً وعشرين قصيدة في ديوانها الجديد «سلمان منا»
- مقابلة على تلفزيون الكويت مع الشاعرة نورة المليفي على موقع يوتيوب
- مقال على موقع صحيفة الوطن بعنوان: الدكتورة نورة المليفي في دراسة لكتاب «الثقافة في الكويت»